# Centrarchops chapini
De Centrarchops chapini is een straalvinnige vis uit de familie van de Grot Zaagbaarzen, orde baarsachtigen (Perciformes), die voorkomt in het oosten en het zuidoosten van de Atlantische Oceaan. De vis kan maximaal 30 cm lang worden en 2000 gram wegen. De vis is de enige soort uit het geslacht Centrachops (Fowler, 1923).

## Leefomgeving
De Centrarchops chapini is een zoutwatervis. Hij komt voor op 20 tot 40 meter onder het wateroppervlak.

## Relatie tot de mens
De Centrarchops chapini is voor de visserij van aanzienlijk commercieel belang. De soort komt niet voor op de Rode Lijst van de IUCN.